# Alma mater (película)
Alma mater es una película uruguaya de 2004, coproducida por Brasil y Canadá. Dirigida por Álvaro Buela, es un drama musical fantástico protagonizado por Roxana Blanco, Nicolás Becerra, Werner Schünemann, Walter Reyno, Beatriz Massons y Humberto de Vargas.

## Sinopsis
Una tímida empleada de supermercado comienza a recibir señales —reales e imaginarias— de un destino maravilloso. Virgen y religiosa, cree llevar en sus entrañas al salvador del próximo milenio.

## Protagonistas
- Roxana Blanco (Pamela)
- Nicolás Becerra (Katia)
- Werner Schünemann (Ministro Assunção)
- Walter Reyno (hombre con sombrero)
- Beatriz Massons (Lucía)
- Humberto de Vargas
- Jenny Galván
- Gabriela Quartino
- Hugo Bardallo
- Nahuel Trias (bebé)

## Premios
- Festival Internacional de Cine de San Sebastián (2004): premio Casa de América en Cine en Construcción.
- Festival des Cinémas et Cultures de L’Amérique Latine, Biarritz (2005): premio a la mejor actuación femenina.
- Cinemateca Uruguaya (2005): premio a la mejor película del año.
- Asociación de Críticos de Cine del Uruguay (2005): premios a la mejor película nacional, mejor director, mejor guion, mejor fotografía, mejor música original, mejor actriz y actor revelación.
- Festival de Cine Latinoamericano de Varsovia (2005): mención especial del jurado.
- Premios Graffiti (2006): premio a la mejor edición y mención especial al disco Música desde Alma Mater.[3]